# The Horsemen Aerobatic Team
«Всадники» (англ. The Horsemen Aerobatic Team) — частная американская аэробатическая группа, состоящая из трёх бывших военных пилотов ВВС США. Выступает в США и Европе на трёх истребителях времён Второй мировой войны P-51 Mustang непосредственно принимавших участие в боевых действиях тех лет. 
В годы войны было выпущено почти 15 тысяч «Мустангов», стоимостью $50,000 каждый. Сегодня осталось около 150 таких летающих машин. Каждый стоит $ 2,000,000

## История
Группа образована в 1994 году тремя боевыми лётчиками Джимом Бисли, Дэном Фридкином, Эдом Шипли. 